# Château de Monasterace
Le château de Monasterace (italien : Castello di Monasterace) est un château médiéval italien situé au centre du bourg de Monasterace, en Calabre.

## Histoire
Le château, construit au XIe siècle, fut propriété des princes Caracciolo jusqu'en 1464 avant de passer aux mains de la famille Concublet d'Arena qui le vendit peu de temps après en 1478 à Guglielmo Monaco pour passe successivement à Silvestro Galeota en 1486. La famille Galeota resta en possession du château et du titre de prince de Monasterace jusqu'en 1654. Le château et la principauté de Monasterace changea plusieurs fois de propriétaire : d'abord au maître de camp Carlo della Gatta, à Giacomo Pignatelli, à Barbara Abenante, au marquis Perrelli, aux Tomacelli, aux Marcucci, au baron Oliva et enfin, au XXe siècle, à la famille du baron Scoppa di Francia qui le vendit en 1919 au chevalier Giuseppe Sansotta qui lui-même divisa ses propriétés en plusieurs parties pour les revendre à diverses familles qui, en construisant sur le château, en modifièrent l'aspect original.

## Galerie

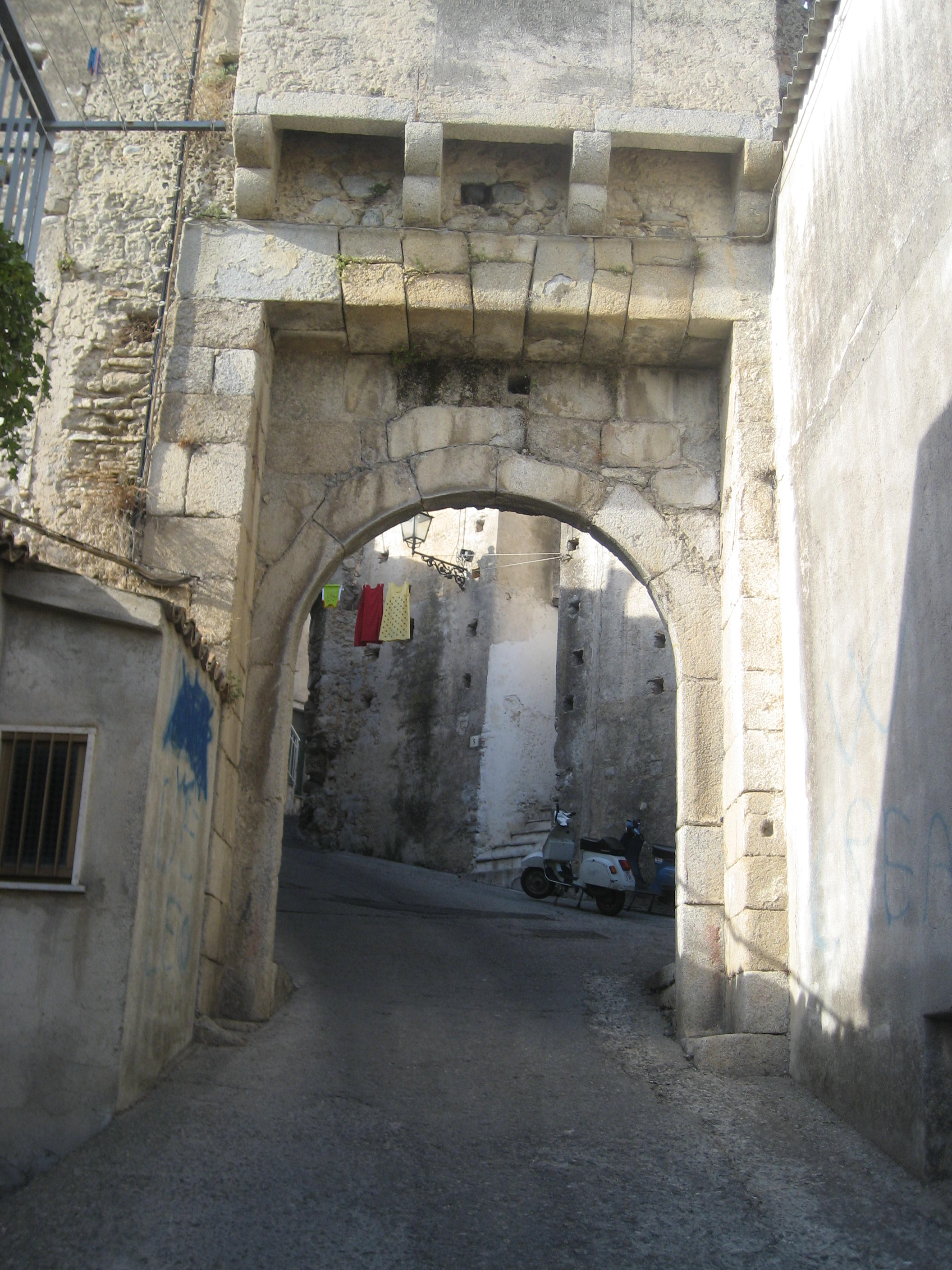
Porte sud du château
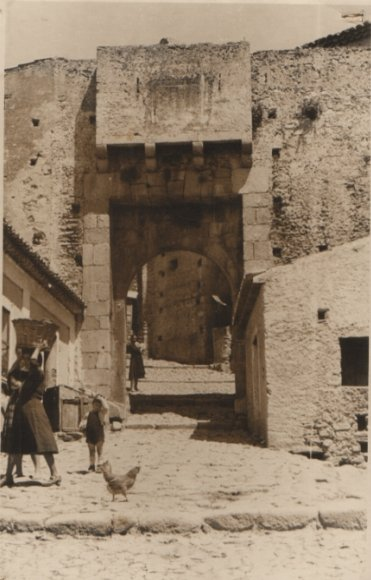
Porte sud du château (années 1950)
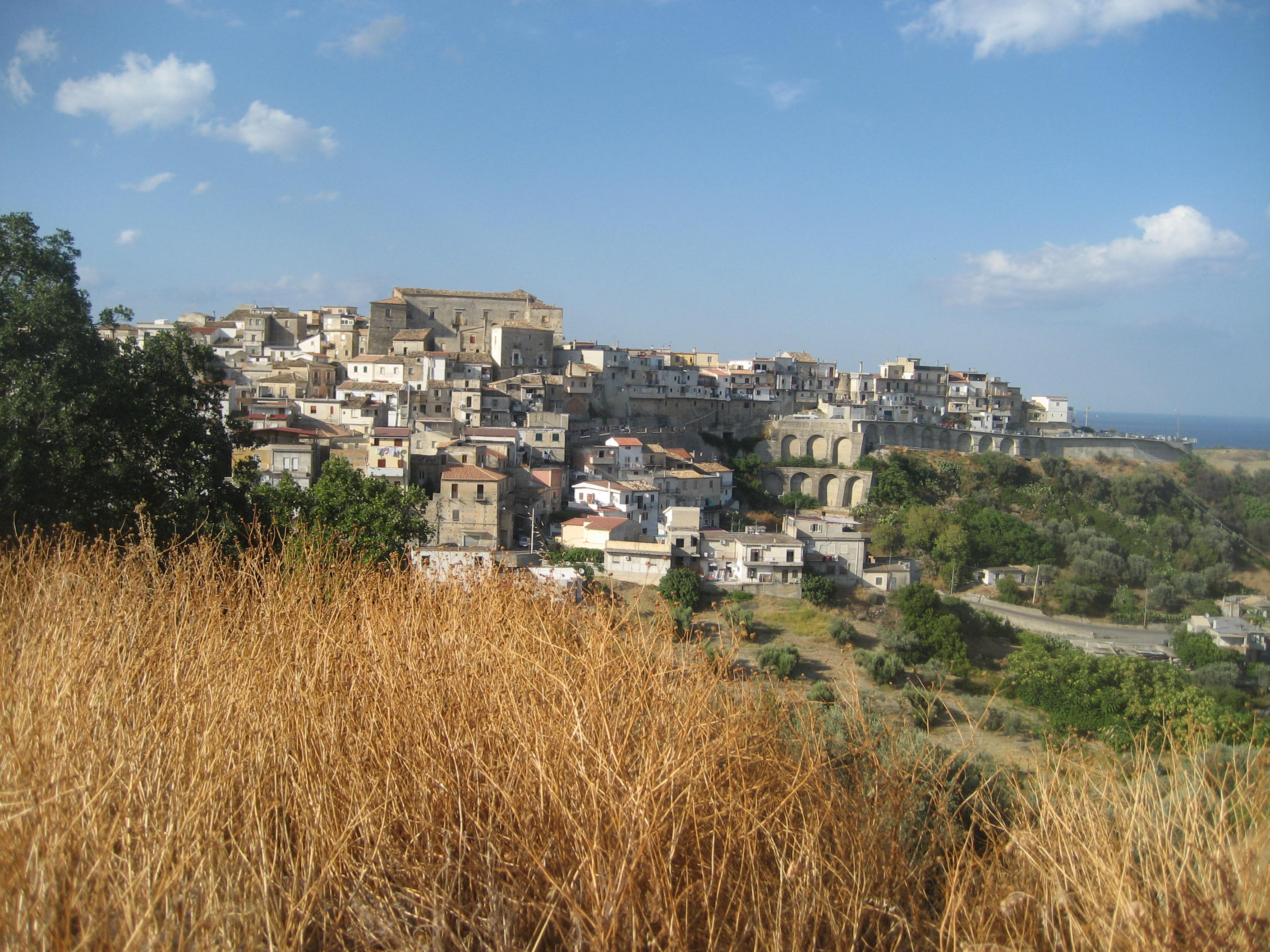
Le bourg de Monasterace et le château
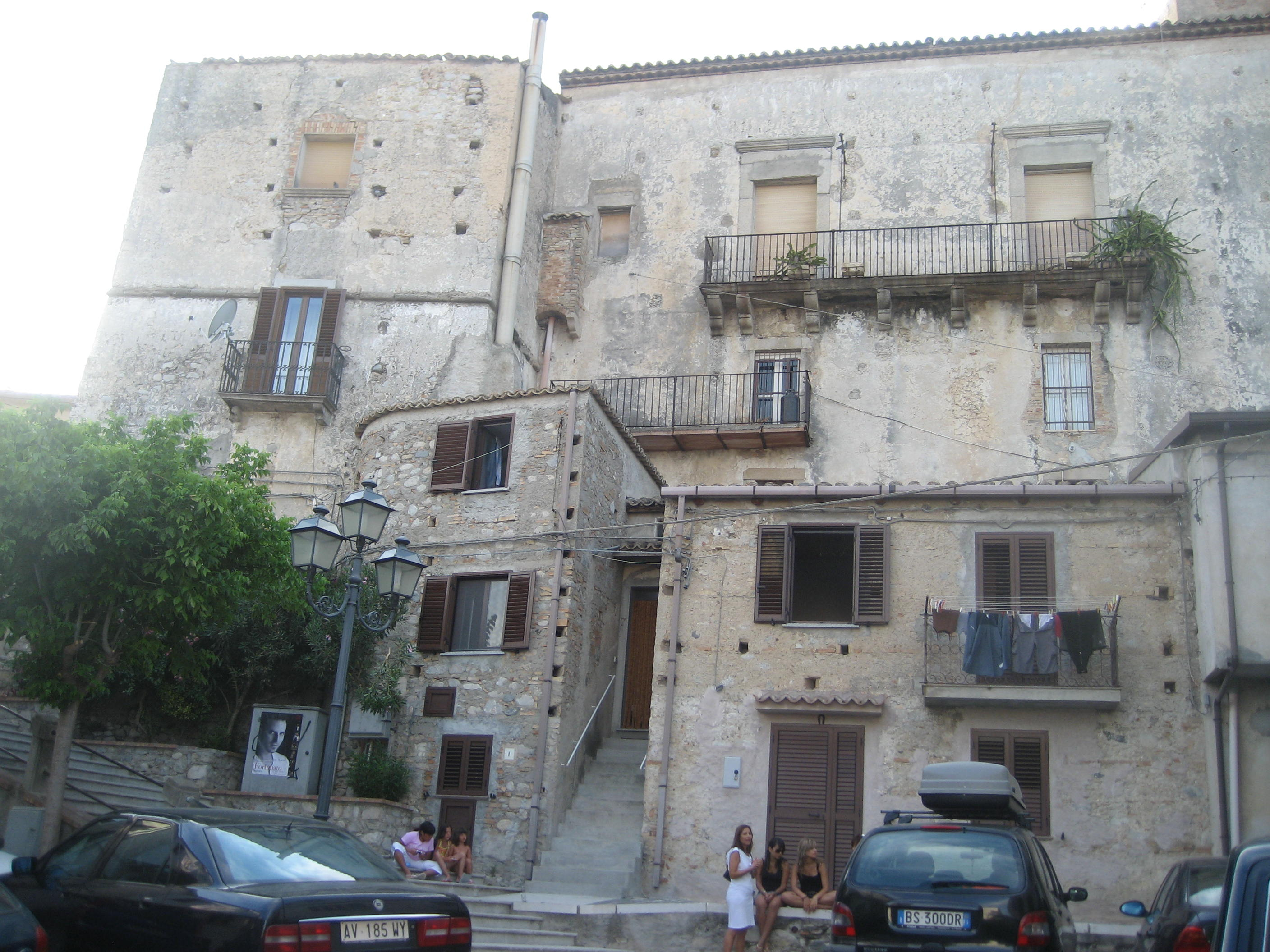
Côté ouest du château, habité par des privés

## Source de la traduction
- (it) Cet article est partiellement ou en totalité issu de l’article de Wikipédia en italien intitulé « Castello di Monasterace » (voir la liste des auteurs).